# Europamästerskapen i fälttävlan 2017
Europamästerskapen i fälttävlan 2017  arrangeras från den 16 till 20 augusti 2017 i den polska staden Strzegom. Tävlingen är den 33:e upplagan av Europamästerskapen i fälttävlan.

## Organisation

### Förberedelse
I juni 2014 valde ridsportförbundet FEI att lägga 2017 års EM i fälttävlan i Strzegom i konkurreras med Fontainebleau. Det är första gången som Polen är värd för ett Europamästerskap i fälttävlan på senior nivå.
Strzegom har sedan 2003 etablerat sig som arrangör av internationell fälttävlan, med årliga tävlingar på nivåer upp till och med CCI***. Tidigare har man arrangerat Världscup finalen i fälttävlan 2009 och Europamästerskapet för juniorer och unga ryttare 2015, sedan 2012 har man arrangerat den polska deltävlingen av FEI Nations Cup.

### Tävlingsplatsen
Tävling arrangeras på Ośrodek Jeździecki Stragona (ridsportcentrum Stragona), som ligger cirka tre kilometer öster om centrum. Terrängbanan är konstruerad av den tidigare tyska fälttävlansryttaren Rüdiger Schwarz som tidigare har varit banbyggare vid Ryttar-VM 2006 i Aachen.

## Schema
EM börjar på eftermiddagen den 16 augusti 2017 (onsdag) med den första veterinärbesiktningen för alla deltagande hästar. Tävlingar börjar med Dressyrmomentet som rids på torsdag och fredag från 10:30 till 16:30 lokal tid.
Den andra delen av tävlingen, Terrängmomentet rids på lördagen den 19 augusti. På söndagen den 20 augusti inleds dagen med en andra veterinärbesiktning av hästarna, därefter rids det avslutande hoppmomentet.

## Resultat
| Placering | Ryttare                | Häst                   | Land |
| --------- | ---------------------- | ---------------------- | ---- |
| 1         | Ingrid Klimke          | Horseware Hale Bob OLD | GER  |
| 2         | Michael Jung           | FischerRocana FST      | GER  |
| 3         | Nicola Wilson          | Bulana                 | GBR  |
| 9         | Sara Algotsson Ostholt | Reality 39             | SWE  |
| 11        | Louise Svensson Jähde  | Wieloch's Utah Sun     | SWE  |
| 14        | Niklas Lindbäck        | Focus Filiocus         | SWE  |
| 15        | Ludwig Svennerstål     | Paramount Importance   | SWE  |
| 34        | Anna Freskgård         | Box Qutie              | SWE  |
| 39        | Malin Josefsson        | Allan V                | SWE  |

| Placering | Land           |
| --------- | -------------- |
| 1         | Storbritannien |
| 2         | Sverige        |
| 3         | Italien        |

Till en början så fick Tyskland silvret och Sverige bronset. Tyskland uteslöts dock ur lagtävlingen senare efter att Julia Krajewskis häst Samourai du Thot, som ingick i tyska silverlaget, visade rester av Firocoxib ett antiinflammatoriska medel klassad som otillåten medicin vid provtagning efter klassen.